# آن كيسي
آن كيسي (بالإنجليزية: Ann Casey)‏ هي مصارعة محترفة وممثلة أمريكية، ولدت في 29 سبتمبر 1938 في سارالاند في الولايات المتحدة.

## وصلات خارجية
- آن كيسي على موقع CageMatch worker (الإنجليزية)
- آن كيسي على موقع قاعدة بيانات المصارعة على الإنترنت (الإنجليزية)